# Wiemerstedt
Wiemerstedt là một đô thị thuộc huyện Dithmarschen, trong bang Schleswig-Holstein, nước Đức. Đô thị Wiemerstedt có diện tích 5,08 km², dân số thời điểm 31 tháng 12 năm 2006 là 167 người.